# Eriopyga pallescens
Eriopyga pallescens là một loài bướm đêm trong họ Noctuidae.